# Reinaldo Rojas
Reinaldo Rojas (Caracas, Venezuela, 1 de enero de 1954) es un historiador, investigador, docente y académico venezolano. 

## Carrera
Es profesor titular jubilado de la Universidad Pedagógica Experimental Libertador (UPEL) y ha sido profesor visitante en varias universidades en Venezuela,Colombia, México, Costa Rica, España, Francia yTurquía. Es Individuo de Número de la Academia Nacional de la Historia en Venezuela, ocupando el sillón letra “H”, formado como educador en el Instituto Pedagógico de Barquisimeto y en el campo de la investigación histórica y social por historiadores venezolanos. Su tesis de Maestría en Historia, en 1992 obtuvo el Premio Nacional de Historia, fue dirigida por el doctor Miguel Acosta Saignes y su Tesis Doctoral, con la que obtuvo el Premio Continental de Historia Colonial de América “Silvio Zavala”, por el Instituto Panamericano de Geografía e Historia (IPGH) en 1995, fue dirigida por el doctor Federico Brito Figueroa, contando además entre sus maestros con el profesor Ramón Tovar, geógrafo e historiador formado en Francia. Reinaldo Rojas recibió la Orden de las Palmas Académicas, (en francés: Ordre des Palmes Académiques) en su grado de Caballero, una distinción que se otorga desde 1808 por el emperador Napoleón I, por sus méritos académicos y sus vinculaciones con la educación y la cultura francesa. El 19 de abril de 2024, fue declarado Patrimonio Viviente e hijo ilustre del municipio Crespo, del estado Lara, por parte de las autoridades locales, así mismo se inauguró el primer Centro de Información y Documentación especializado en Historia y Ciencias Sociales del país, con un patrimonio documental, bibliográfico de notable importancia el cual tiene como epónimo "Dr. Reinaldo Rojas".

## Producción científica
Es autor de varios libros, como: El 19 de abril de 1810 (5 ediciones) El Régimen de la Encomienda en Barquisimeto colonial (2 ediciones); Historia Social de la Región de Barquisimeto en el tiempo histórico colonial; Temas de Historia Social de la Educación y la Pedagogía; La economía de Lara en cinco siglos (3 ediciones); La Rebelión del Negro Miguel y otros estudios de africanía (2 ediciones).
Últimos libros publicados: Venezuela: Fiesta, imaginario político y nación (2011); Universidad Centroccidental Lisandro Alvarado. Una historia de 50 años (2012); Entre rieles: Historia del Ferrocarril enVenezuela (2014); Bolívar y la Carta de Jamaica (2015); La independencia hispanoamericana. Nuevos temas, enfoques y problemas (2016), Ambrosio Oropeza. La construcción del Derecho Constitucional en Venezuela (2020), De la Etnohistoria de la Encomienda a la Historia Social de la “Región Barquisimeto” en el tiempo histórico colonial. Un ensayo de Ego-historia (2021), Carta de Jamaica. (México, 2021), Cumaná en la formación del Estado-nacional venezolano, 1515-1811. (2022), Sociedad Anticancerosa del Estado Lara. Setenta años al servicio de la comunidad. (2022), La Cruz Roja Venezolana seccional Lara. Origen de una misión (2022), Juan Pedro Pereira Meléndez, líder fundador de la Universidad Yacambú (2022) y CECOSESOLA. Liderazgo Social y Gestión Colectiva en el movimiento cooperativo venezolano (2022).
Otras obras
El Historiador Reinaldo Rojas también ha publicado obras sobre temas como la educación, la cultura y la sociedad. Sus obras más importantes en este campo son: Temas de Historia Social de la Educación y la Pedagogía (2001), Federico Brito Figueroa: Maestro historiador. Barquisimeto (2007), Ambrosio Oropeza. La construcción del Derecho Constitucional venezolano (2020), Sociedad Anticancerosa del Estado Lara. Setenta años al servicio de la comunidad (2022), En estas obras, se exploran temas como la historia de la educación en Venezuela, el pensamiento constitucional venezolano, y la historia de la sociedad civil venezolana.